# Refano Wongsoredjo
Refano Wongsoredjo is een Surinaams politicus. Hij was van 2010 tot 2015 lid van De Nationale Assemblée.

## Biografie
Refano Wongsoredjo was van beroep onderwijzer en was tot 2010 verbonden aan de Grace Schneiders Howardschool in de Van Pettenpolder in Nieuw-Nickerie. Als lid van de KTPI kandideerde tijdens de parlementsverkiezingen op de lijst van de Megacombinatie. Hij was een van de twee Javaanse Surinamers uit het district Nickerie die werd gekozen als lid van De Nationale Assemblée (DNA), naast Soetimin Marsidih (PL).
In maart 2012 kwam het tot een breuk tussen zijn partijgenoten Oesman Wangsabesari en partijleider Willy Soemita. Wongsoredjo deelde Wangsabesari's onvrede over het grondbeleid van KTPI-minister Simon Martosatiman en koos tezelfdertijd eveneens voor afscheiding van zijn partij. Hij voegde zich in DNA echter niet bij Wangsabesari, maar ging op eigen titel verder. De KTPI was hierdoor zonder zetels achtergebleven in DNA. Ondanks dat Wangsabesari opperde belangstelling te hebben voor Martosatimans post op Ruimtelijke Ordening, Grond- en Bosbeheer, was de aderlating van de KTPI voor president Desi Bouterse reden om Martosatiman te reshuffelen voor een politicus uit eigen NDP-gelederen, Ginmardo Kromosoeto. Tijdens zijn zittingsperiode in DNA bleef Wongsoredjo de regering-Bouterse I ondersteunen. Zoals ook in april 2012 toen hij voor de verruiming van de Amnestiewet stemde, met het doel om de daders van de Decembermoorden (1982) hun straf te laten ontlopen.
Sinds zijn politieke loopbaan werkt hij in een leidinggevende positie op de afdeling Administratieve Diensten van het ministerie van Handel, Industrie en Toerisme.